# Shenyang
Shenyang (chinois : 沈阳市 ; pinyin : Shěnyáng shì, Mukden en mandchou), anciennement Fengtian, est la capitale de la province chinoise du Liaoning située au nord-est de la Chine à 550 kilomètres au nord de Pékin. Circonscription la plus peuplée de cette province avec ses 8,3 millions d'habitants, elle a le statut de ville sous-provinciale. Sa population urbaine (5,7 millions) est également la plus importante de la Chine du Nord-Est. Shenyang est le coeur d'une mégalopole de 27 millions de personnes entièrement située dans la province de Liaoning qui comprend une dizaine de villes dont Dalian, Benxi, Anshan et Liaoyang. La circonscription de Shenyang d'une superficie de 12 942 km2 est en partie rurale. Elle comprend outre l'agglomération de Shenyang subdivisée en 10 districts, la ville de Xinmin et deux xians ruraux.
Shenyang constitue avec les villes voisines un centre industriel important de la Chine. L'agglomération est également une plaque tournante commerciale et logistique de la Chine du Nord Est. C'est en particulier le principal point de transit vers le Japon, la Russie et la Corée. Devenu un des principaux centres de l'industrie lourde chinoise dans les années 1930 la ville est le fer de lance du Plan de revitalisation du Nord-Est lancé en 2003 et destiné à rénover l'économie industrielle périclitante de cette région de la Chine. La ville a diversifié son industrie, y compris par l'expansion du secteur des services. Les industries en croissance comprennent les logiciels, l'automobile et l'électronique.
Au XVIIe siècle, la ville de Shenyang est conquise par les Mandchous qui en font brièvement la capitale de la dynastie Qing qui prend le pouvoir en Chine.
Durant la guerre russo-japonaise, la bataille de Mukden (1905) consacre l'influence du Japon sur le nord-est de la Chine. Les conquérants annexent les régions situées à l'ouest de Shenyang et accroissent leur influence sur la ville.
En septembre 1931, les japonais prennent prétexte de l'incident de Mukden pour envahir le reste de la région et créer l'État fantoche du Mandchoukouo.
À la suite de la capitulation du Japon en 1945, la région devient un fief du parti nationaliste du Kuomintang. Les armées communistes chinoises conquièrent la région en 1948 en prenant le dessus sur les troupes nationalistes dans le cadre de la campagne de Liaoshen.

## Géographie
La circonscription de Shenyang s'étend entre les latitudes 41° 11′ et 43° 02′ Nord et les longitudes de 122° 25′ à 123° 48′ Est à 550 kilomètres au nord de Pékin. Sa superficie est de 13 000 km2 dont 3 495 km2 sont occupés par l'agglomération de Shenyang. La partie occidentale de la circonscription est située dans la plaine alluviale de la rivière Liao, principal fleuve de la région tandis que la partie orientale se trouve dans les contreforts du massif du Changbai et est couverte de forêts. Le point le plus haut se situe à 414 mètres d'altitude tandis que le point le plus bas est seulement à 7 mètres. L’agglomération de Shenyang est située sur la rive nord de la rivière Hunhe qui était autrefois l'affluent le plus important du Liao avant que son cours soit détourné. La partie centrale de la ville est entourée par trois rivières artificielles qui sont reliées par des chenaux et forment un ensemble continu : le canal du Sud au sud et au sud-ouest, la rivière Xinhai au nord et au nord-est et la rivière Weigong à l'ouest. La ville est relativement plate et les zones près de la rivière sont fréquemment inondées.

## Climat

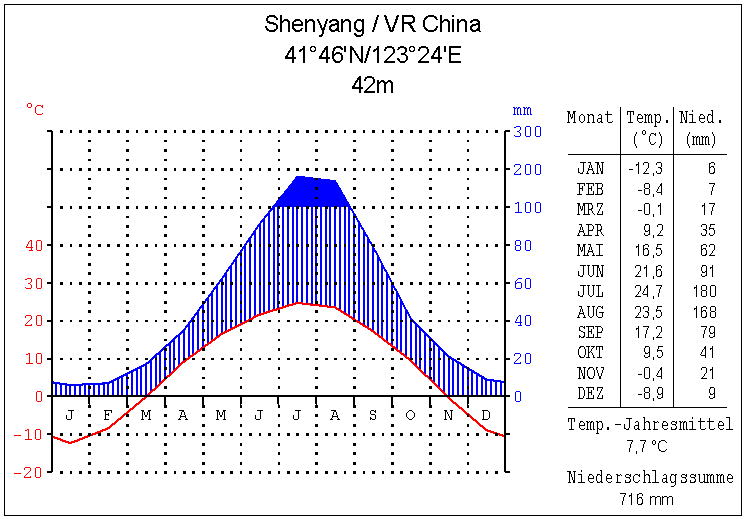
Climat à Shenyang.

Shenyang possède un climat tempéré humide à caractère continental et sous influence de la mousson. La température moyenne annuelle est de 8,3 °C. L'été, la température moyenne est de 20 °C et peut atteindre 39 °C. L'hiver, la température peut atteindre −30 °C. Les gelées durent en moyenne 183 jours par an. Les précipitations sont d'environ 700 mm/an et ont lieu essentiellement en été avec l'apparition de zones de basse pression en Sibérie extrême-orientale.
| Mois                                | jan.  | fév.  | mars | avril | mai  | juin | jui.  | août  | sep. | oct. | nov. | déc.  | année |
| ----------------------------------- | ----- | ----- | ---- | ----- | ---- | ---- | ----- | ----- | ---- | ---- | ---- | ----- | ----- |
| Température minimale moyenne (°C)   | −16,6 | −13,1 | −4,4 | 3,8   | 11,1 | 16,6 | 20,4  | 19,3  | 11,9 | 4,1  | −4,2 | −12,5 | −2,5  |
| Température moyenne (°C)            | −11,5 | −7,8  | 0,7  | 9,8   | 17,2 | 21,7 | 24,5  | 23,6  | 17,3 | 9,5  | 0,3  | −7,9  | 8,1   |
| Température maximale moyenne (°C)   | −5,2  | −1,7  | 6,4  | 16    | 23,2 | 27,1 | 29    | 28,3  | 23,5 | 15,9 | 5,7  | −2,2  | 13,8  |
| Précipitations (mm)                 | 6,7   | 8,1   | 16,3 | 42,8  | 51,1 | 86,8 | 166,5 | 157,4 | 76,8 | 42,2 | 17,1 | 8,6   | 684,4 |
| Nombre de jours avec précipitations | 1,8   | 2     | 2,9  | 5,4   | 6,3  | 8,2  | 11    | 9,2   | 6    | 4,4  | 3    | 1,7   | 61,9  |

## Histoire

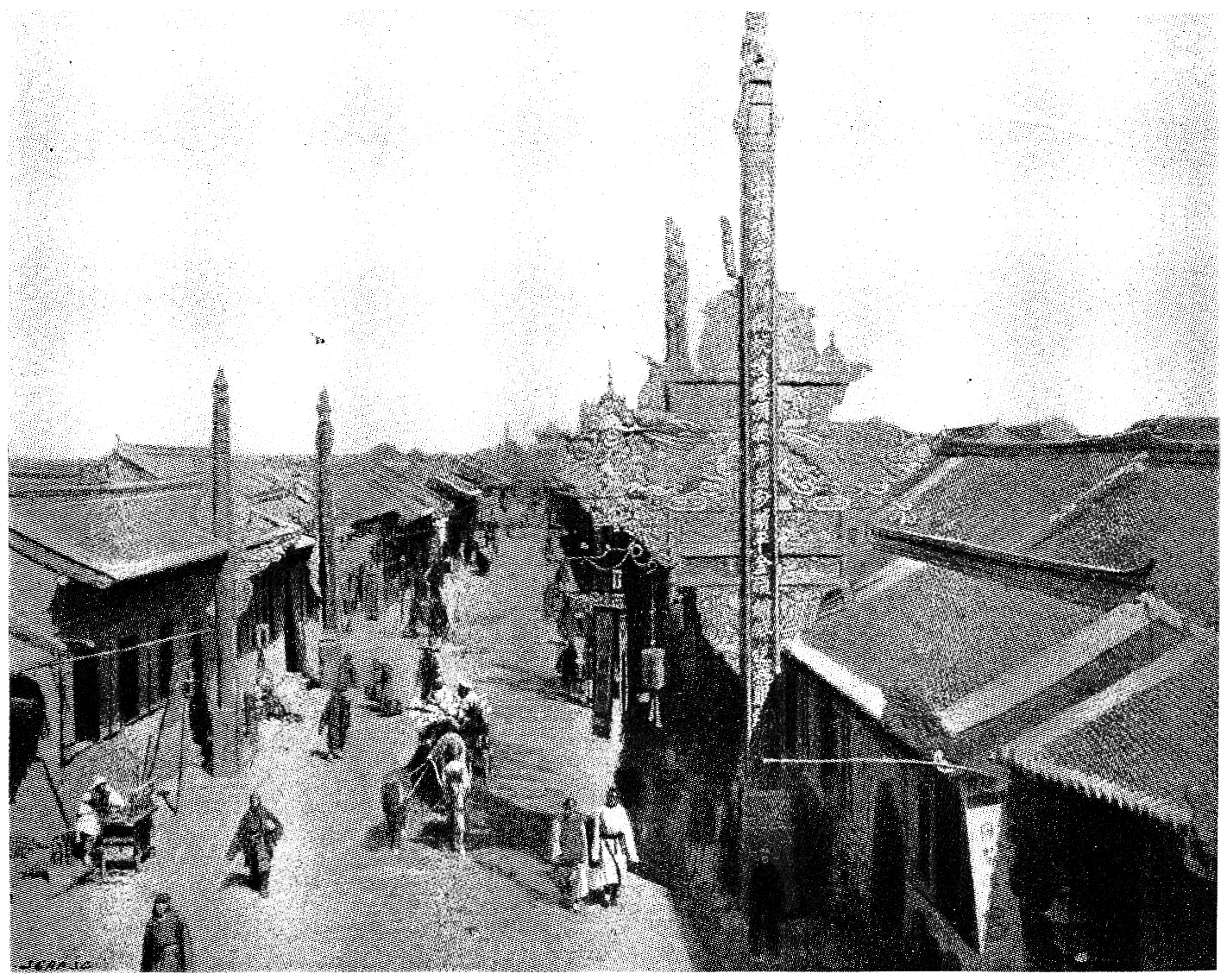
Une des rues principales de Moukden (Shenyang) dans la deuxième moitié du XIXe siècle.

Shenyang (沈阳) est une ville très ancienne. Les premières traces d'élevage et de culture sur le site de la ville actuelle remontent à 5 200 ans avant notre ère.
Durant la période des Printemps et Automnes (春秋) et celle des Royaumes combattants (战国) Shenyang était l'une des villes les plus importantes du royaume de Yan (燕国).
Dès la dynastie Han (汉朝 - 202 av. J.-C. à 220 apr. J.-C.) les limites de la ville, alors appelée Houcheng (侯城), commencent à être clairement définies. Pendant la dynastie Tang (唐代 - 618 à 907) la ville est rebaptisée Shenzhou (沈洲).
Au XIIe siècle, Shenyang était l’une des trois capitales de l’empire de la dynastie Jin.
En 1621 Nurhachi (努尔哈赤), descendant de la dynastie des Jin postérieurs (后金) et père fondateur de la dynastie Qing (清代), s'empare de Shenyang. En 1625 il déménage la capitale de la Mandchourie de Liaoyang (辽阳) à Shenyang et entreprend la construction du palais impérial (沈阳故宫).
En 1634 Huang Taiji (皇太极), le fils de Nurhachi, rebaptise Shenyang en Shengjing (盛京).
En 1644 Shunzhi (順治), fils de Huang-Taiji et empereur de Chine du Nord conquiert les deux Chine et établit la capitale de la Chine à Beijing (北京). Shenyang devient une capitale secondaire.
En 1657 Shenyang est renommée Fengtianfu (奉天府, fèngtiān fǔ, « palais de Mukden »). Mukden (Mandchou : ᠮᡠᡴᡩᡝᠨ), est équivalent au terme fengtian (奉天) en mandarin, signifiant vénérer (奉) le ciel (天).
En 1900, la Russie, profitant de la relative désorganisation du pays durant la révolte des Boxers (义和团起义), s'empare de la ville.
En 1905, la ville est le théâtre de la victoire du Japon sur la Russie lors de la guerre russo-japonaise (1904-1905). L'armée russe se retire de la ville.

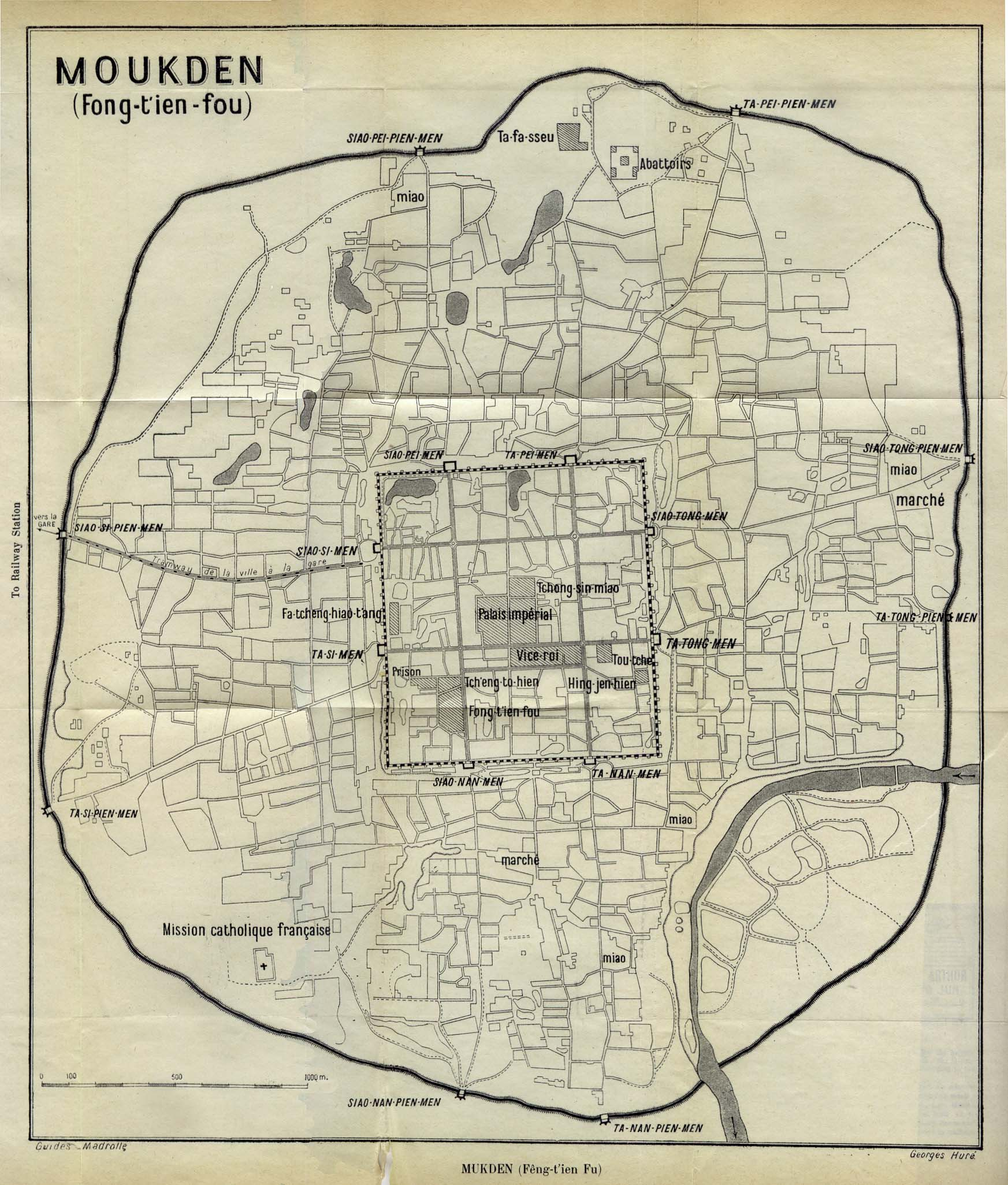
Plan de la ville en 1912 avec le palais impérial au centre et la mission catholique française au Sud-Ouest.

À la suite de la révolution chinoise de 1911, dite révolution Xinhai (辛亥革命), mettant un terme à la dynastie Qing, Shenyang devient le siège des seigneurs de guerre mandchous : La Clique du Fengtian (奉系军阀, fèngxì jūnfá).
Le 29 décembre 1928, à Shenyang, Zhang Xueliang (张学良), seigneur de guerre des quatre provinces de la Mandchourie, proclame sa soumission à l'autorité du gouvernement central (东北易帜, dōngběi yìzhì). La capitale de la Chine est transférée de Pékin à Nankin.
En 1929 Fengtian (奉天) est définitivement renommée Shenyang (沈阳).
L'incident du 18 septembre 1931, dit Incident de Mukden est considéré comme l'événement à l'origine de la guerre sino-japonaise (1937-1945). De 1931 à 1945 l'occupation japonaise fait de Shenyang l'une des principales villes de l'État fantoche du Mandchoukouo (满洲国 en chinois et japonais). Libérée par les Russes en 1945, Shenyang est administrée par le Kuomintang dès 1946 avant de passer sous contrôle du Parti communiste chinois en 1948.
Le 8 août 1986, la première place boursière de Chine voit le jour à Shenyang.

## Subdivisions administratives
La ville sous-provinciale de Shenyang exerce sa juridiction sur treize subdivisions :
- dix districts
- la ville ville-district de Ximin peuplée d'environ 690000 habitants dont 200000 dans un centre urbain situé à environ 55 kilomètres au nord ouest de la ville de Shenyang.
- deux xian ruraux

| Carte des subdivisions administratives | Carte des subdivisions administratives | Carte des subdivisions administratives | Carte des subdivisions administratives | Carte des subdivisions administratives | Carte des subdivisions administratives |
| --- | -------------------------------------- | -------------------------------------- | -------------------------------------- | -------------------------------------- | -------------------------------------- |
| \| 1 2 3 4 Tiexi Sujiatun Hunnan Shenbei Yuhong · ※ Liaozhong Kangping · Xian Faku · Xian Xinmin · (ville) 1. Heping 2. Shenhe 3. Dadong 4. Huanggu \| |                                        |                                        |                                        |                                        |                                        |
| Subdivision | Chinois simplifié                      | Hanyu pinyin                           | Population (2014)                      | Superficie (km2)                       | Densité (/km2)                         |
| Agglomération de Shenyang |                                        |                                        |                                        |                                        |                                        |
| District de Shenhe | 沈河区                                 | Shěnhé Qū                              | 716 417                                | 60                                     | 12 037                                 |
| Heping District | 和平区                                 | Hépíng Qū                              | 645 399                                | 59                                     | 10 849                                 |
| District de Dadong | 大东区                                 | Dàdōng Qū                              | 689 576                                | 100                                    | 6 887                                  |
| District de Huanggu | 皇姑区                                 | Huánggū Qū                             | 817 288                                | 66                                     | 12 349                                 |
| District de Tiexi | 铁西区                                 | Tiěxī Qū                               | 907 091                                | 286                                    | 3 171                                  |
| Zone urbaine de Shenyang |                                        |                                        |                                        |                                        |                                        |
| District de Hunnan | 浑南区                                 | Húnnán Qū                              | 324 074                                | 734                                    | 442                                    |
| District de Sujiatun | 苏家屯区                               | Sūjiātún Qū                            | 428 859                                | 782                                    | 548                                    |
| Nouveau district de Shenbei | 沈北新区                               | Shěnběi Xīnqū                          | 320 370                                | 884                                    | 362                                    |
| District de Yuhong | 于洪区                                 | Yúhóng Qū                              | 435 333                                | 499                                    | 872                                    |
| District de Liaozhong | 辽中区                                 | Liáozhōng Qū                           | 532 900                                | 1 645                                  | 324                                    |
| Ville satellite |                                        |                                        |                                        |                                        |                                        |
| Ville de Xinmin | 新民市                                 | Xīnmín Shì                             | 690 703                                | 3 297                                  | 210                                    |
| Subdivisions rurales |                                        |                                        |                                        |                                        |                                        |
| Xian de Kangping | 康平县                                 | Kāngpíng Xiàn                          | 352 434                                | 2 167                                  | 163                                    |
| Xian de Faku | 法库县                                 | Fǎkù Xiàn                              | 447 952                                | 2 281                                  | 196                                    |
| 1 2 3 4 Tiexi Sujiatun Hunnan Shenbei Yuhong · ※ Liaozhong Kangping · Xian Faku · Xian Xinmin · (ville) 1. Heping 2. Shenhe 3. Dadong 4. Huanggu       |                                        |                                        |                                        |                                        |                                        |

## Quartiers
- Dadong (大东区 Dàdōng Qū) (au Nord-Est du centre-ville)
- Heping (和平区 Hépíng Qū) (centre-ville)
- Huanggu (皇姑区 Huánggū Qū) (au Nord du centre-ville)
- Shenhe (沈河区 Shĕnhé Qū) (à l’Est du centre-ville)
- Tiexi (铁西区 Tǐexī Qū) (à l’Ouest du centre-ville)
- Sujiatun (苏家屯区 Sujiatun Qū) (17 km au Sud du centre-ville)
- Dongling (东陵 Dōnglíng)
- Shenbei Nouveau quartier (沈北新区 Shěnběi Xīn Qū) (20 miles au Nord du centre-ville)
- Xinmin (新民市 Xīnmín Shì)
- Yuhong (于洪区 Yuhong Qū)
- Faku
- Kangping
- Liaozhong

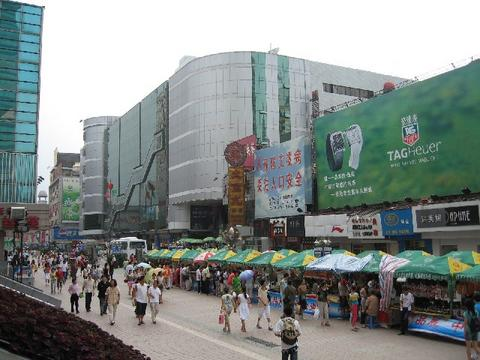
Rue Centrale(中街) - Quartier Dàdōng (大东区)
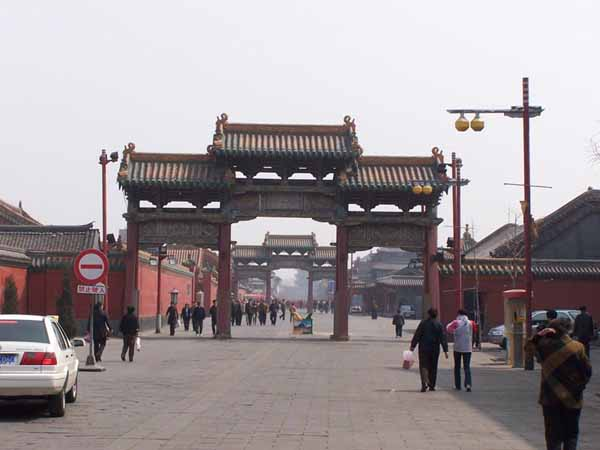
Avenue de Shenyang (沈阳路) - Quartier Shenhe (沈河区)
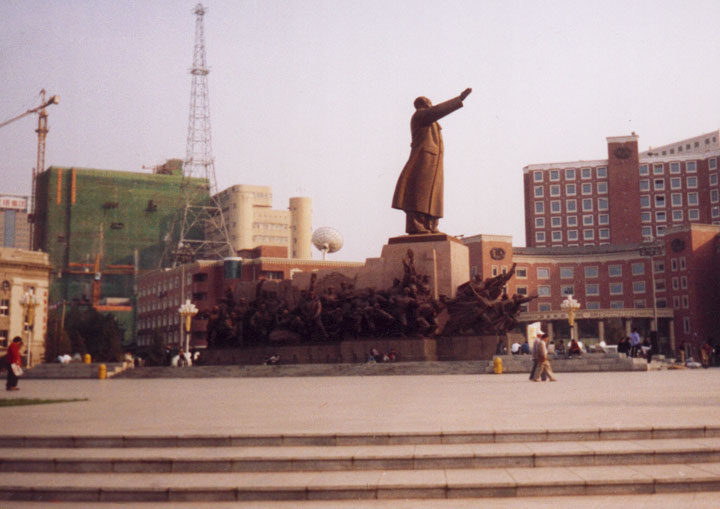
Boulevard de l'hôtel de ville (市府大路) - Quartier HePing (和平区)
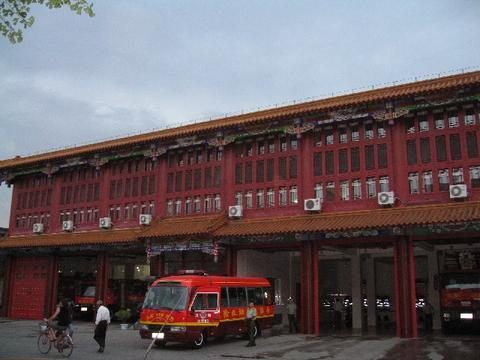
Caserne de pompier - Rue de Shenyang

## Tourisme

### Monuments
- Le principal monument de Shenyang est le palais de Mukden, première cité interdite des empereurs de la Dynastie Qing (清朝). La cité est située au cœur du quartier Shenhe (沈河区).

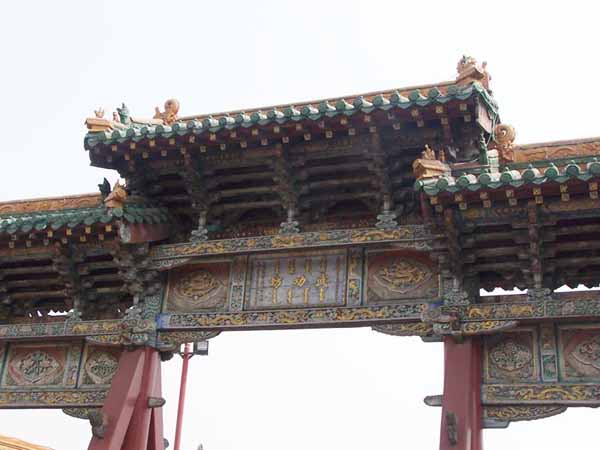
Porte de la cité interdite
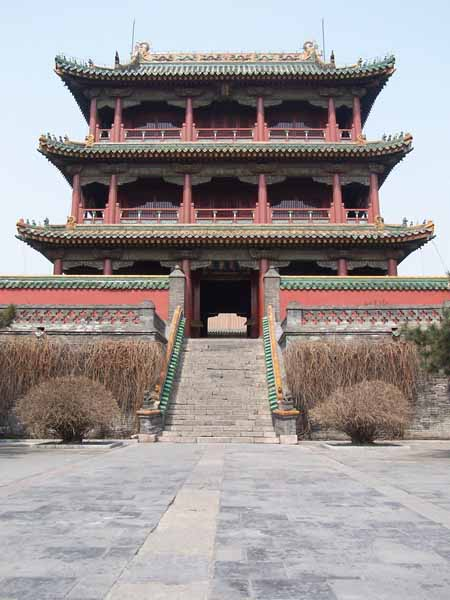
Cité interdite
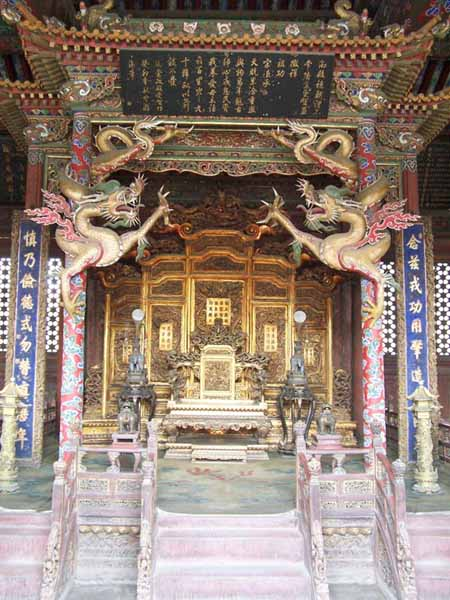
Cité interdite

- À 20 km à l'est du centre ville se dresse Fuling, ou tombeau de l'Est. L'empereur Nurhachi et son épouse y reposent.
- Au nord de Shenyang se trouve le tombeau Zhaoling, dans le parc Beiling (北陵公园). L'empereur Huang Taiji (皇太极) et son épouse Xiao Duan Wen (孝端文) y sont enterrés. Ce parc est le plus grand de la ville (330 ha).

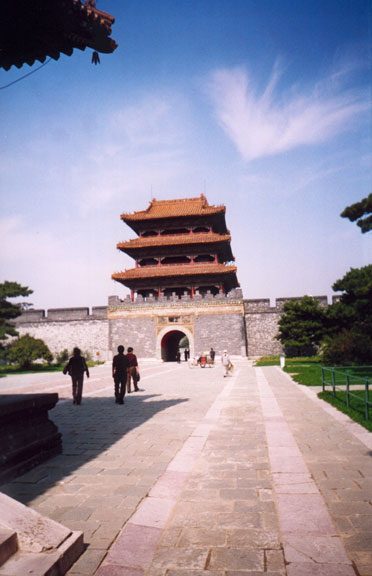
Beiling (北陵 公园)

- La maison de Zhang Zuolin et de son fils Zhang Xueliang est un site touristique de la ville de Shenyang . Le site est vaste et comprend trois demeures : la demeure traditionnelle ancienne de type impérial avec ses palais en enfilade et leurs cours intérieures, et une maison de type manoir néo-roman du début du XXe, enfin une maison occupée par la troisième et dernière épouse de Zhang Xueliang. À l'époque des seigneurs de la guerre (1910-1937), la Mandchourie a été administrée par Zuolin et Xueliang depuis cette maison : bureaux, cabinets,salles de réception, chambres (y compris chambres de leurs nombreuses épouses : Zuolin a eu cinq épouses et Xueliang trois).
- Cathédrale du Sacré-Cœur, de style néo-gothique, construite de 1909 à 1912. Elle est inscrite à la liste des monuments protégés depuis 1988.

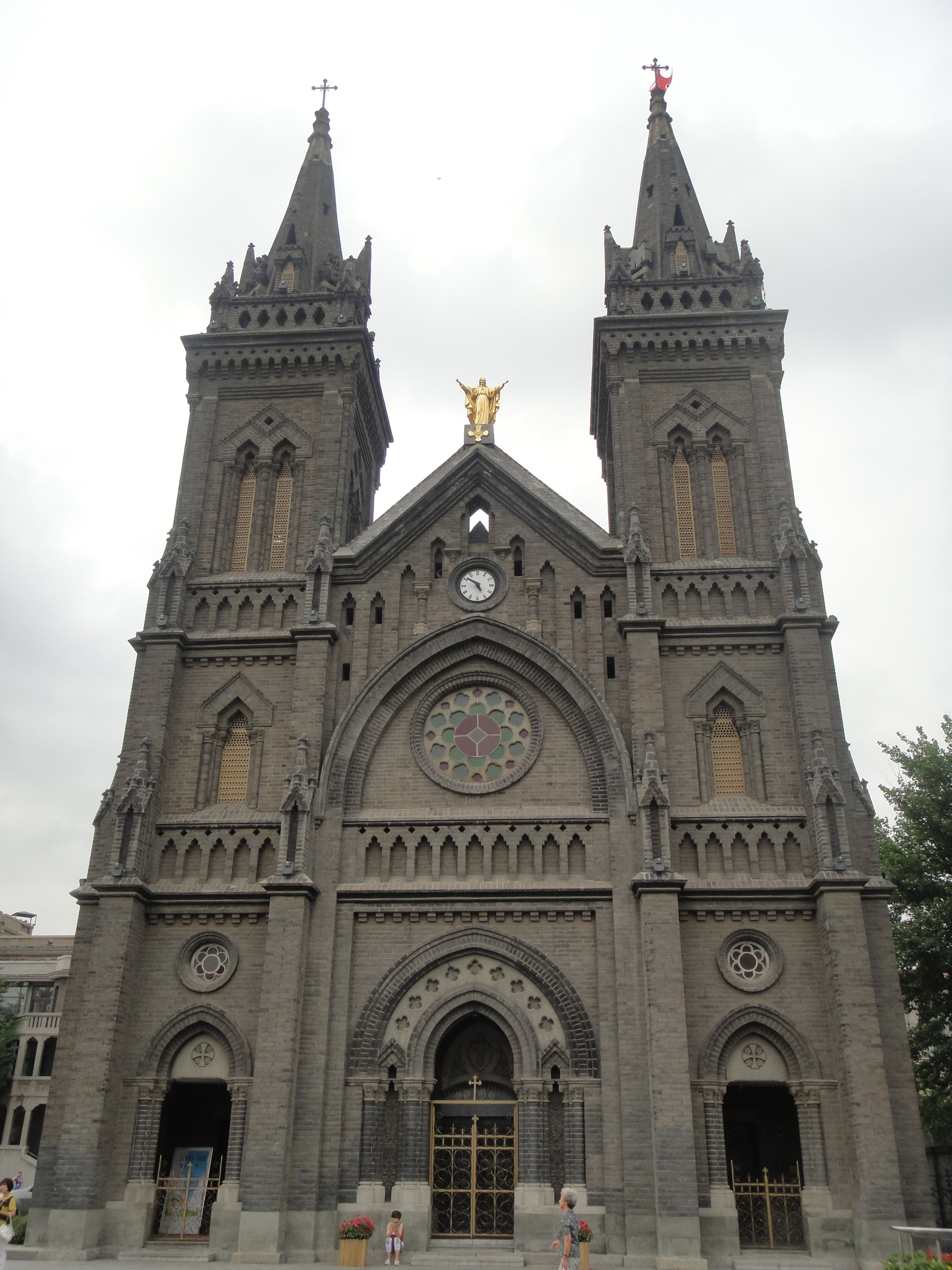
Façade de la cathédrale

- Le temple Huguo Falun, comporte une grande stūpa blanche.

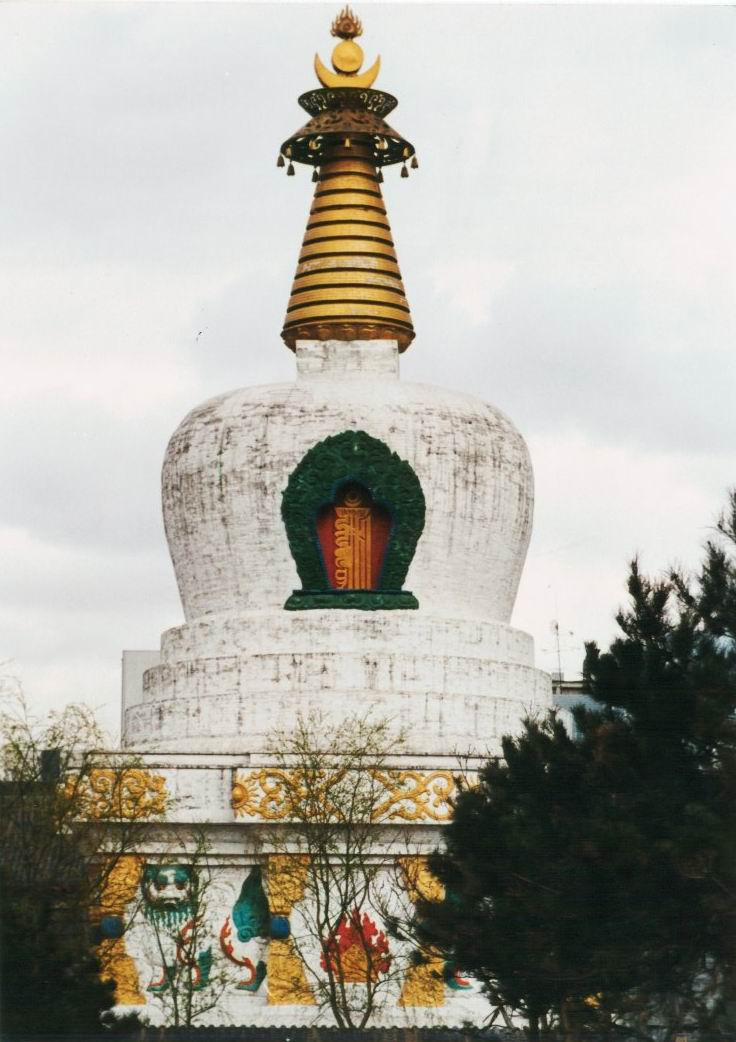
Chorten (Stūpa) du temple Huguo Falun

## Économie

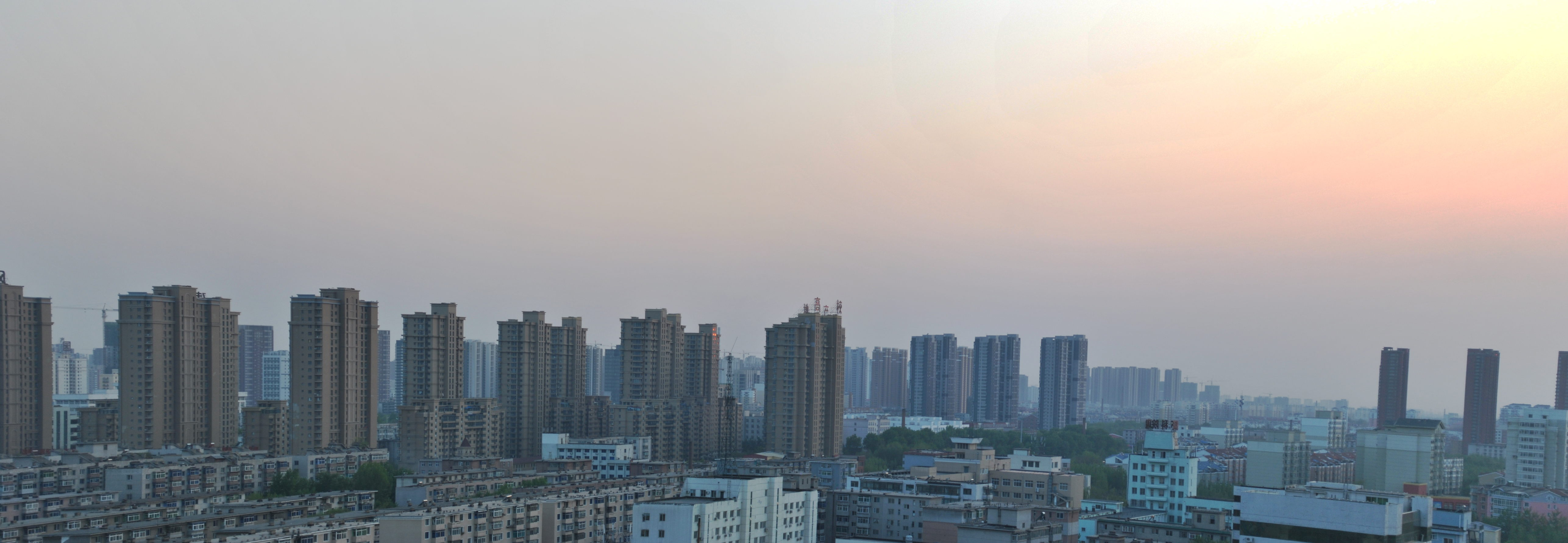
Panorama de Shenyang le 5 mai 2012 vers 16h

Shenyang a été le centre de l'industrie lourde chinoise (aciéries, constructions mécaniques) pendant une grande partie du XXe siècle. Le cinéaste Wang Bing a décrit dans son film « À l'ouest des rails (铁西区,, Tiě xī qū) » (9h, 2002) la vie des ouvriers et celle des usines sur le déclin dans le quartier de Tiexi. Touchée par la récession et la faillite de plusieurs sociétés d'état, elle se développe à nouveau, notamment dans le secteur automobile. En 2004, le PIB total se montait à 190,1 milliards de yuans. En 2007, des subventions à l'investissement étaient accordées aux sociétés multinationales (EMN) qui installaient des bureaux ou un siège à Shenyang. Le quartier de Tiexi ainsi que celui de Dadong sont en partie occupés par les usines de BMW Brilliance Automotive, initialement implantée en 2003, et qui ont doublé leur capacité de production en 2013 avec 300 000 unités par an.
Shenyang a trois zones de développement:
- Zone de développement des finances et du commerce de Shenyang
- Zone de développement industriel de haute technologie de Shenyang
- Zone de développement économique et technologique de Shenyang

Selon les travaux du chercheur Antoine Kernen, grâce au charbon extrait à Fushun, Liaoyang, Fuxin ou Anshan, les usines de Shenyang transforment l'acier produit dans les villes de Benxi ou d'Anshan en véhicules, en machines-outils ou en matériel militaire.
« En 2019, la zone de haute technologie de Shenyang a atteint un produit régional brut de 55,7 milliards de yuans, soit une augmentation de 16% d'une année sur l'autre; les recettes budgétaires publiques étaient de 8,751 milliards de yuans, soit une augmentation de 10% d'une année sur l'autre. En 2018, Torch Statistics a investi 2,413 milliards de yuans en recherche et développement, représentant 5% du PIB de la région. Selon les derniers résultats d'évaluation du ministère de la Science et de la Technologie, parmi les 169 zones nationales de haute technologie du pays, la zone de haute technologie de Shenyang se classe au 37e rang, en hausse de 2 places. [...] En 2019, les entreprises du secteur de la fabrication intelligente ont atteint une valeur de production de 30,93 milliards de yuans, les entreprises de l'industrie automobile des nouvelles énergies ont atteint une valeur de production de 8,47 milliards de yuans et les entreprises du secteur de la biomédecine et des soins de santé ont atteint une valeur de production de 8,12 milliards de yuans. »
Malgré le désengagement récent du gouvernement central, deux membres du Comité permanent originaires du Liaoning ont néanmoins cherché à faire de Shenyang une ville de basse empreinte carbone. Selon le chercheur Jiang Kejun (de l'Institut de recherche sur l'énergie) l'économie de la ville s'étant redressée autour des machines et pièces de précision, il s'agit maintenant pour Shenyang d'encourager par exemple les constructeurs locaux à réduire la consommation d'énergie des bâtiments tout en développant une synergie avec les entreprises spécialisées dans les technologies de l'avenir. L'idée est de développer des « technologies vertes » plus compétitives sur le marché mondial face au défi inéluctable de l'empreinte écologique croissante de la vie urbaine.[réf. souhaitée]

### Principales entreprises à Shenyang

#### Entreprises chinoises
En 2019, le Departement of Science and Technology Lyaoning Province nommait parmi les entreprises les plus innovantes et les plus importantes dans leur secteur : Siasun Robotics, entreprise pilote de développement d'intégration et de fabrication du ministère de l'Industrie et des Technologies de l'information; Neusoft Group en tant que centre d'innovation technologique professionnelle de la blockchain, et Xinyuan Microelectronics Equipment Co., Ltd.a été inscrite au conseil des sciences et de la technologie, devenant en Chine la première dans les équipements de lithographie à semi-conducteurs. Cinq sociétés, dont Fortune Precision, Huayu Architectural Design, Neusoft Witman, Zhongkeweier Corrosion et Putian Technology, ont été sélectionnées sur la liste nationale des entreprises « gazelles » de la zone de haute technologie 2019.

#### Entreprises étrangères
Près de 400 entreprises étrangères sont installées à Shenyang dont les plus célèbres sont :
- Michelin - France
- General Electric - États-Unis
- BMW - Allemagne
- Toshiba - Japon
- Bridgestone - Japon
- ITT Flygt - États-Unis
- Bombardier aéronautique - Canada

## Transports
Shenyang est desservi par un important maillage de bus.
La ville est reliée au réseau de chemin de fer par plusieurs gares dont Shenyang-Nord, la gare principale et Shenyang, la deuxième gare par ordre d'importance.
Shenyang est également pourvu d'un réseau de métro (Shenyang Metro). En 2020, il est composé de trois lignes. Il doit à terme en compter neuf.
Le 13 août 2013, trois lignes de tramway sont mises en service (lignes 1, 2 et 5). La ligne 3, d'une longueur de 15,1 km, doit être mise en ligne prochainement et la ligne 6 est en construction. Une ligne 4 est à l'étude. Le réseau doit comprendre à terme 65 stations et près de 70 kilomètres. L'exploitation du réseau a été confiée pour une durée de trois ans à une société détenue à 51% par la municipalité et 49% par la coentreprise RATP Dev, filiale de la RATP et de Transdev.
La ville est desservie par l'aéroport international de Shenyang Taoxian (沈阳桃仙国际机场, shěnyáng táoxian guójì jīchǎng (code IATA : SHE • code OACI : ZYTX), situé dans le district de Hunnan (浑南区, húnnán qū).

## Culture

### Musées
La ville de Shenyang possède de nombreux musées :
- Le musée provincial du Liaoning qui présente de nombreuses pièces culturelles et artistiques anciennes du Nord-Est de la Chine.
- Le musée historique du 18 septembre qui traite de la période de l'occupation japonaise et tire son nom de l'incident de Mukden.

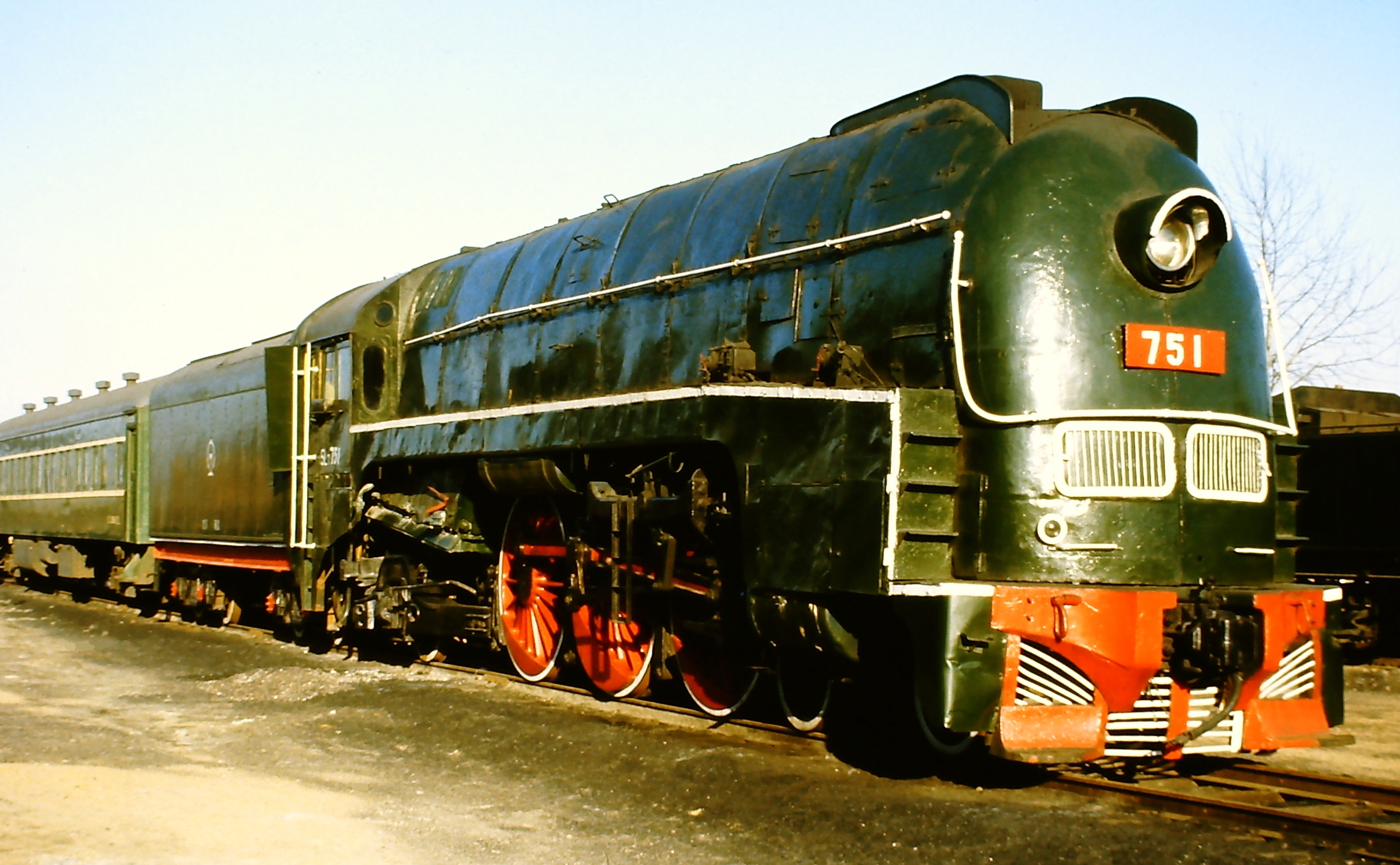
SL-751, une des locomotives préservées au musée des locomotives à vapeur

- Le musée des locomotives à vapeur de Shenyang qui présente 16 machines à vapeur provenant de plusieurs pays : États-Unis, Japon, Russie, Belgique, Pologne, Allemagne, Tchécoslovaquie et en Chine.

### Anecdote
Le tournage du film documentaire de Wang Bing, À l'ouest des rails, se situe dans le district de Tiexi.

## Système éducatif

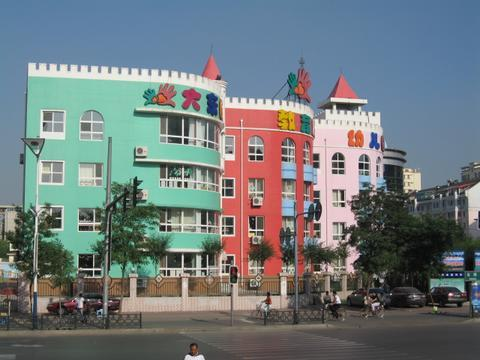
École maternelle du quartier Da Dong

### Enseignement supérieur et recherche
Plus de 550 000 ingénieurs et techniciens travaillent à Shenyang, dont près de la moitié dans le domaine des sciences fondamentales, essentiellement en sciences de la vie, chimie et environnement. Dans la population, plus de 6 personnes sur 100 sont diplômés d’université, soit un taux trois fois plus élevé que la moyenne nationale.
On dénombre pas moins de 30 universités et près de 400 instituts de recherche dont les plus célèbres sont l’institut de recherche sur les métaux de l’académie des sciences de Chine, l’institut de recherche sur la forêt et les sols, l'institut national de recherche des industries chimiques (SYRICI - 沈阳化工学院) et l’institut national de recherche du ministère du machinisme.
De nombreuses collaborations scientifiques et universitaires sont réalisées avec l'étranger.
- Université du Nord-Est de la Chine (东北大学) (zh + en)
- Université du Liaoning (辽宁大学)
- Université de Shenyang (沈阳大学)
- Université nationale de médecine (中国医科大学) (zh + en)
- Institut de Médecine traditionnelle du Liaoning (辽宁中医学院) (zh)
- Institut de médecine de Shenyang (沈阳医学院) (zh + en)
- Université de pharmacie de Shenyang (沈阳药科大学) (zh + en)
- Institut des sciences de l'ingénieur de Shenyang (沈阳工程学院) (zh)
- Institut technologique de Shenyang (沈阳理工大学) (zh)
- Université aéronautique de Shenyang (沈阳航空航天大学) (zh + en + ja)
- Université des sciences de l'industrie de Shenyang (沈阳工业大学) (zh + en)
- Université du bâtiment de Shenyang (沈阳建筑大学) (zh + en)
- Université d'agriculture de Shenyang (沈阳农业大学) (zh + en)
- Institut Lu Xun des beaux-arts de Shenyang (鲁迅美术学院) (zh)
- Université normale de Shenyang (沈阳师范大学) (zh + en)
- Institut de musique de Shenyang (沈阳音乐学院) (zh + en)
- Institut national de police criminelle (中国刑警学院) (zh + en)

### Enseignement secondaire
L'école de Yucai du Nord-Est dispose actuellement d'une coopération avec l'Insa qui devrait bientôt[Quand ?] cesser à cause de changements de stratégie internationale de la part de l'Insa.[réf. nécessaire]

### La France d'aujourd'hui à Shenyang
La France d'hier est rappelée par l'architecture imposante de la cathédrale du Sacré-Cœur construite au début du XXe siècle par les Missions étrangères de Paris. La France dispose actuellement d'une présence diplomatique par l'intermédiaire du consulat général de France à Shenyang, installé dans le quartier des anciennes ambassades. Créé en 2008, le consulat général apporte son soutien à la communauté et aux entreprises françaises installées dans cette région de Chine et travaille sur tous les volets de coopération avec les autorités et acteurs économiques des trois provinces qui constituent sa circonscription : le Liaoning, le Jilin et le Heilongjiang. En 2010, le Consulat général de France à Shenyang voit s'installer dans ses locaux une antenne de Campus France. Les autorités chinoises ne reconnaissent pas l’antenne Campus France. Mauve Sébastien et son équipe parviennent à maintenir ce service fondamental à la mobilité chinoise étudiante en France.

## Sports
Shenyang a accueilli des épreuves de football lors des Jeux olympiques d'été de 2008.

### Football
L'équipe de football de Shenyang est appelée Shenyang Jinde (沈阳金德) et évolue en première division de Chine (Super League).
L'autre ville phare de la province du Liaoning en matière de football est Dalian grâce à son équipe nommée Dalian Shide (大连实德) qui a notamment remporté le championnat national en 2002 et 2005.
Le stade de football de Shenyang (Wulihe Stadium) est situé au sud de la ville. Construit en 1989, il peut accueillir 65 000 personnes.
Résultats de l'équipe de Shenyang Jinde lors du championnat de Chine de football :
- 2005 - 13e
- 2004 - 8e
- 2003 - 5e
- 2002 - 12e

### Cyclisme
La ville possède un vélodrome qui devait accueillir les championnats du monde de cyclisme sur piste juniors 2017. L'épreuve se tint finalement à Montichiari, en Italie.

## Personnages célèbres

### Personnages célèbres ayant vécu à Shenyang

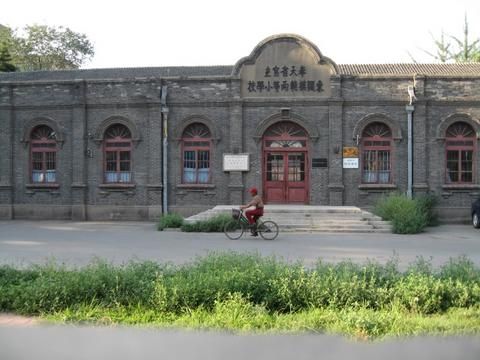
École primaire de Zhou Enlai (周恩来小学)

- Zhou Enlai (周恩来), Premier ministre et ministre des Affaires étrangères de la république populaire de Chine de 1949 à 1958, est né en 1898 dans la province du Jiangsu (江苏). Il est orphelin en 1910 et part alors habiter à Shenyang chez son oncle Yikeng, frère aîné de son père. Il y étudie pendant trois ans dans une école primaire du quartier Dadong (大东区) avant de partir pour le lycée Nankai de Tianjin (天津).
- Zhang Zuolin et Zhang Xueliang administrateurs militaires (seigneurs de la guerre) de la Mandchourie pendant la période dite des Seigneurs de la guerre.
- Laurent Guillon (1854-1900) vicaire apostolique tué pendant la révolte des Boxers.

### Personnalités nées à Shenyang
- Seiji Ozawa - Chef d'orchestre né le 1er septembre 1935
- Li Yuwei, champion olympique de tir né le 20 juillet 1965.
- Gong Li (巩俐) - Actrice chinoise née le 31 décembre 1965.
- Zhuang Xiaoyan (1969-), championne olympique de judo en 1992.
- Lang Lang (郎朗) - Pianiste chinois né le 14 juin 1982.

## Jumelages
- Chicago (États-Unis)
- Sapporo (Japon)
- Turin (Italie)
- Katowice (Pologne)
- Yaoundé (Cameroun)